# 布盧明代爾 (伊利諾伊州)
布盧明代爾（英語：Bloomingdale）是位於美國伊利諾伊州杜佩奇縣的一個村落。

## 地理
布盧明代爾的座標為41°56′58″N 88°04′57″W / 41.94944°N 88.08250°W，而該地最高點為海拔高度240米（即787英尺）。

## 人口
根據2010年美國人口普查的數據，布盧明代爾的面積為18.17平方千米，當中陸地面積為17.53平方千米，而水域面積為0.64平方千米。當地共有人口22018人，而人口密度為每平方千米1,211人。